# 獵殺行動
《獵殺行動》（英語：Assassination Games）是一部2011年美國動作犯罪片，由厄尼·巴布拉許執導，亞倫·拉薩·湯瑪斯撰寫劇本，尚-克勞德·范·達美與史考特·艾金斯領銜主演。故事描述兩名殺手在盯上同一個目標後，決定共同合作來對抗他們的敵人。該片於2011年7月29日在美國有限上映，後於2011年9月6日以DVD首映的方式廣泛發行。

## 劇情
在妻子被犯罪領主保羅·亞庫重毆成植物人後，羅蘭·弗林特從殺手界退休。而當他接到暗殺保羅的任務後，弗林特打算為了復仇而展開行動。但他卻發現另一名老牌殺手文森·巴西打算為了錢也想暗殺保羅。最終，兩名殺手達成共識並不情願地合作，以共同打擊腐敗的國際刑警組織探員及惡徒們。

## 演員
- 尚-克勞德·范·達美飾演文森·巴西（Vincent Brazil）
- 史考特·艾金斯飾演羅蘭·弗林特（Roland Flint）
- 伊凡·凱耶（英语：Ivan Kaye）飾演保羅·亞庫（Polo Yakur）
- 凱文·查普曼（英语：Kevin Chapman）飾演庫利（Culley）
- 瑪麗亞·卡蘭（英语：Marija Karan）飾演歐朵貝（October）
- 范倫廷·泰多蘇（英语：Valentin Teodosiu）飾演布蘭查德（Blanchard）
- 安德魯·弗倫奇（Andrew French）飾演納班汀（Nalbandian）

## 製作
該片最初開始發展時暫稱為《The Weapon》，將由拉塞爾·馬爾卡希執導。最初，史蒂芬·席格已簽約與尚-克勞德·范·達美共同主演該片。在席格退出後，維尼·瓊斯被認為取代了席格的角色，雖然該角最終由史考特·艾金斯取得。主要拍攝主要在羅馬尼亞布加勒斯特及路易斯安那州紐奧良進行。

## 發行
《獵殺行動》於2011年7月29日在美國有限上映，後由索尼影視家庭娛樂定於2011年9月6日以DVD首映的方式廣泛發行。而英國則於2011年10月10日推出DVD。

## 外部連結
- 官方网站
- 互联网电影数据库（IMDb）上《獵殺行動》的资料（英文）
- 爛番茄上《獵殺行動》的資料（英文）